# Dadoji Konddeo
Dadoji Konddeo Gochivade, también conocido como Dadoji Konddev era un administrador del jagir Poona y del cercano fuerte Kondana designado por Shahaji raje Bhosale, un hombre noble y general del sultanato Adilshahi de Bijapur.
Dadoji Konddeo fue una de las dos personas más importantes que moldearon el personaje de Shivaji. Se decía que Dadoji era un hombre de excelente carácter y simplicidad.

## Biografía

### Primeros años de vida
Dadoji Konddeo era de una familia Marathi Kulkarni del área de Daund en Maharashtra. Procedía de Malthan, en la actualidad Shirur Tahsil en el distrito de Pune. Dadoji Konddeo, originalmente era un Kulkarni de la aldea de Malthan, quien gradualmente se había elevado en el servicio de Adilshahi y era el principal administrador civil en nombre de Adilshah en el fuerte de Kondana y se encargó de administrar el jagir de Shahaji.

### Dadoji y el jagir de Pune
Shahaji designó a Dadoji como administrador  jaagir del Pune restaurado para él (Shahaji) después de que se unió al servicio de Adilshahi en 1637. El propio Shahaji se estableció en Bangalore como el comandante de Adilshah durante este período. Como administrador, Dadoji estableció el control completo sobre la región de Maval, ganando o sometiendo a la mayoría de los Maval Deshpandes o jefes locales.  Dadoji también reconstruyó el asentamiento de Pune y recuperó las familias prominentes que habían dejado la ciudad durante la destrucción por otro general de Adilshahi Murar Jaggdeo en 1631. Shahaji también escogió a Pune para la residencia de su esposa, Jijabai y de su hijo, Shivaji, el futuro fundador del imperio Maratha. Dadoji también supervisó la construcción de un palacio en Pune, llamado Lal Mahal, para Jijabai y Shivaji.

### Como el maestro de Shivaji
Shahji movió a Shivaji y Jijabai de Shivneri a Pune y los dejó al cuidado de Dadoji Konddeo. Jijabai confió al joven Shivaji al cuidado de Dadoji Konddev para el desarrollo completo junto con el entrenamiento marcial. Shivaji fue criado y entrenado a la vez e independientemente por su madre y Dadoji Konddev. Durante este tiempo Shivaji desarrolló gradualmente la ambición de forjarse un reino independiente para sí mismo donde los hindúes pudieran vivir honorablemente y sin miedo.

## Controversias
En 2008, el gobierno de Maharashtra renombró el premio Dadoji Konddeo como el  premio al mejor Entrenador Deportivo después de que los grupos de Maratha protestaran en contra de resaltar la influencia del tutor de Brahman.
En 2010, el PNC controladas por Corporación Municipal de Pune decidió retirar la estatua de Dadoji Konddev en Lal Mahal pues se afirma que es consistente con la política del partido para animar a las demandas de los grupos  marathas de línea dura. Se afirma que tal postura había ayudado al PNC a mantener su dominio entre los jóvenes maratha en Pune y el área rural de Maharashtra. El estado fue eliminado debido a las protestas de la Brigada Sambhaji, un grupo maratha que afirma que los historiadores brahmanes introdujeron el dadoji como maestro de  Chhatrapati Shivaji.

## Legado
- El estadio Dadaji Konddeo, un estadio en la región de Thane de Mumbai en Maharashtra lleva el nombre de Dadoji Konddeo.[17]
- El premio Dadoji Konddeo, un premio otorgado a personalidades prominentes que enseña y guía a las generaciones de jóvenes en varios campos pero lo renombró como el "Mejor Entrenador Deportivo" después de que Maratha liderara las protestas en 2008.
- Dadoji Konddeo Marg, un camino en Mumbai Maharashtra fue dedicado a Dadoji Konddeo.